# Traverse (Festungsbau)

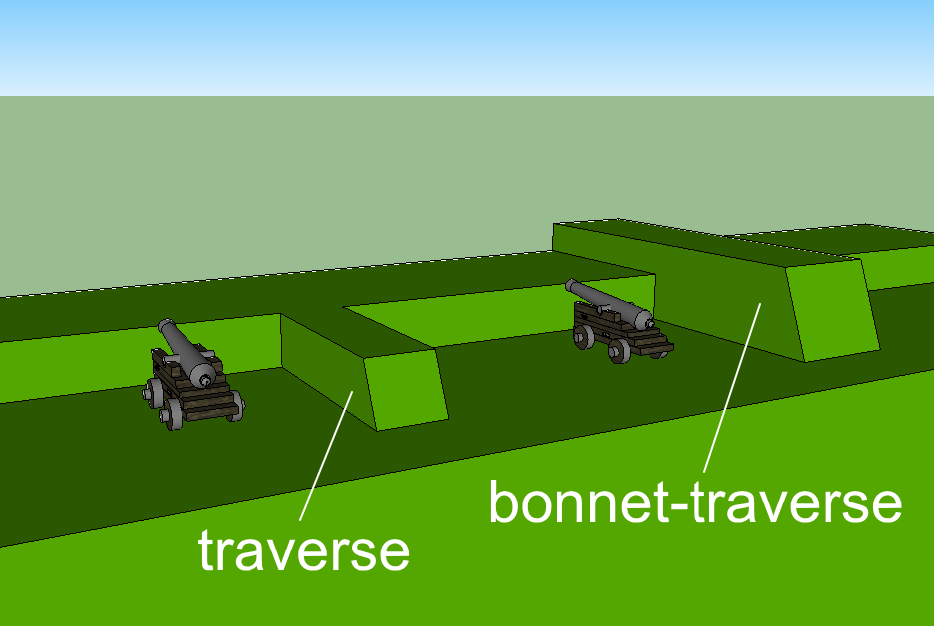
Traversen auf dem Wall quer zur Brustwehr. Eine Traverse, welche die Brustwehr deutlich überragt, wird im westeuropäischen Festungsbau häufig auch als Bonnet-Traverse bezeichnet.

Als Traverse (von französisch traverse, „Querbalken“) oder Zwerchwall (Querwall) wird im Festungsbau ein kurzer Wall bezeichnet, der quer zu einem anderen Wall – insbesondere aber zu einer Brustwehr – verläuft. Im militärischen Sprachgebrauch wird der Begriff häufig auch auf verschiedene Maßnahmen in Feldbefestigungen übertragen, die langgestreckte Kampfstände oder Schützengräben in mehrere Abschnitte unterteilen, um diese gegen flankierenden Längsbeschuss zu decken oder die Splitterwirkung bei Granateinschlägen auf möglichst kurze Abschnitte zu begrenzen.

## Zur Funktion von Traversen

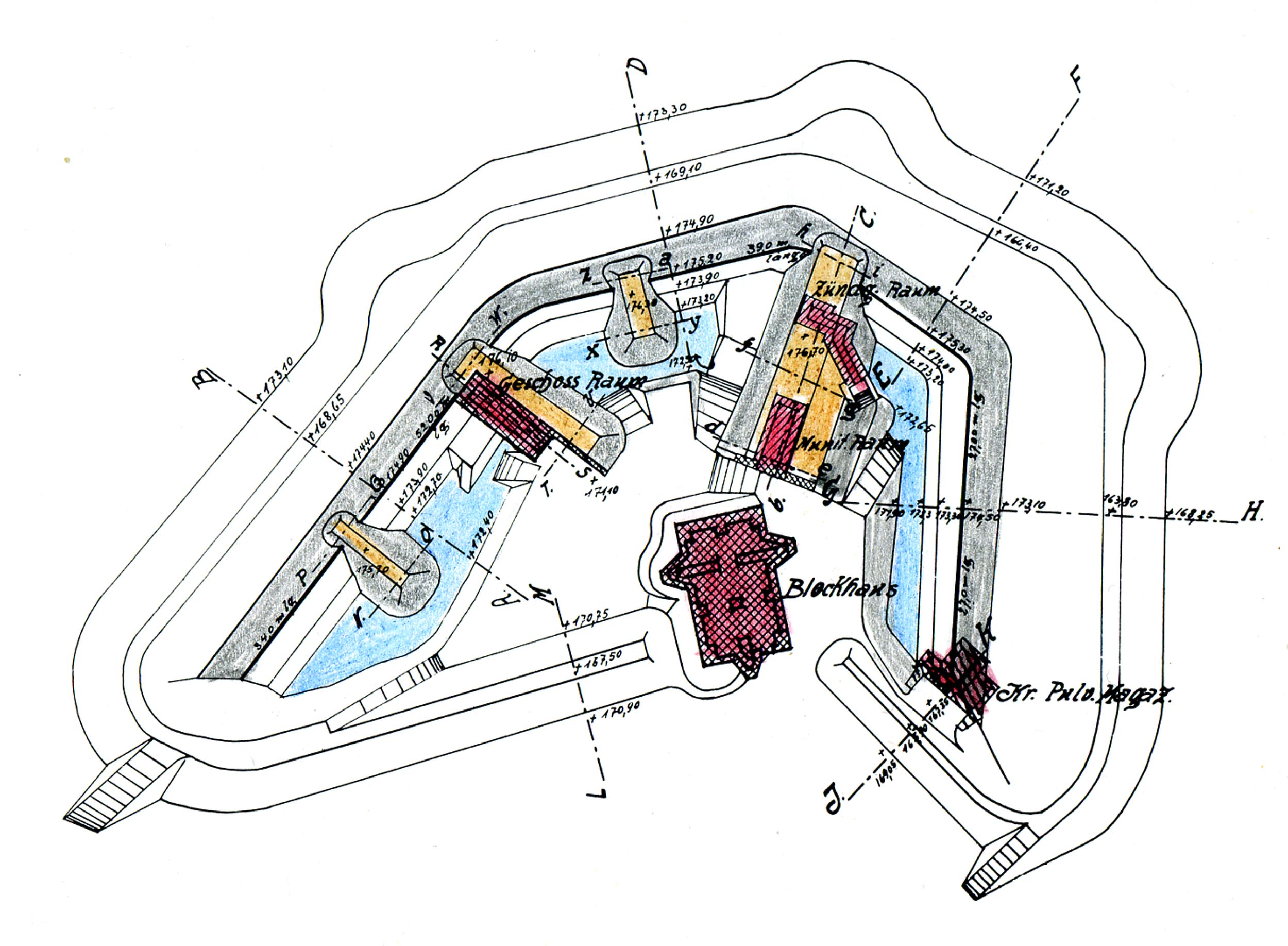
Plan der Schanze Alexander in Koblenz mit je zwei Voll- und zwei Hohltraversen

Als die Artillerie bei Belagerungen von Befestigungswerken mit steigender Effektivität eine immer größere Rolle zu spielen begann, sah man sich schon Mitte des 16. Jahrhunderts gezwungen, die langen Geraden des „gedeckten Weges“ mit hintereinander gestaffelten ausspringenden Winkeln oder durch kurze Querwälle in mehrere Abschnitte zu unterteilen, um dadurch die Wirkung der feindlichen Artillerie abzuschwächen. Wenig später ging man auch dazu über, die frei auf den Wällen stehenden, nur durch eine Brustwehr nach vorn gedeckten Geschützplacements durch Querwälle gegen Flankenfeuer abzusichern. Die Hauptaufgabe von Traversen ist es somit, an der Brustwehr stehende Truppen gegen Flanken- oder Rückenfeuer zu decken.

## Volltraversen
Unter Volltraversen versteht man Querwälle, die vollständig aus Erde oder aus Mauerwerk bestehen. Die Errichtung solcher Traversen auf den Festungswällen wurde unumgänglich, als die Belagerungsartillerie unter Marschall Vauban dazu überging, durch spezielle Rikoschettbatterien die Festungswälle der Länge nach zu bestreichen. Dazu wendete Vauban erstmals ganz systematisch die Technik des Rikochettierens an, bei der die Kanonenkugel nach dem ersten Aufschlag – ähnlich wie ein flach geworfener Stein auf der Wasseroberfläche – mehrfach aufsprang, ehe sie zur Ruhe kam. Dabei tötete oder beschädigte sie alles, was ihr im Weg lag. Auf diese Weise konnten die Angreifer mit einem Schuss gleich mehrere Geschütze oder Artilleristen aus dem Weg räumen. Um dies zu verhindern, errichtete man zwischen den einzelnen Geschützständen (meist ein bis zwei Geschütze) Erdwälle. Diese Wälle dienten auch dazu, die von Mörsern abgefeuerten „Bomben“ (Granaten) in ihrer Wirkung zu beeinträchtigen.

## Hohltraversen
Im Jahr 1720 errichtete der mecklenburgische Oberst Buggenhagen erstmals gemauerte Traversen, die durch Erdanschüttungen gedeckt (auf dem Wall) gleichzeitig als Blockhäuser oder (im gedeckten Weg) als kleine Kaponnieren dienten. Kurz darauf ging man allgemein dazu über, in Traversen gemauerte, meist gewölbte Hohlräume einzubauen, die nach außen (zur Feindseite) komplett mit Erde überdeckt waren und auf der Innenseite (zur Festungsseite) einen oder mehrere Eingänge zu den Einbauten besaßen. Diese sogenannten „Hohltraversen“ konnten eine unterschiedliche Größe aufweisen. Sie dienten meist als Unterstände zum Schutz für die auf dem Wall eingesetzten Truppen oder auch als Magazine für Geräte und die Munition. Bis ins 19. Jahrhundert hinein wurden gerne zusätzlich noch mit Schießscharten versehene Hohltraversen als Wach- und Beobachtungsposten auf das Saillant (die Spitze) von Bastionen gestellt.

## Haupt- oder Kapitaltraversen
Zur Deckung gegen Flanken- oder Rückenfeuer wurden später im Inneren eines Festungswerkes Querwälle angelegt, wodurch man auch vermeiden wollte, den Hauptwall „übermäßig“ erhöhen zu müssen. Ein solcher Wall, der quer durch ein Festungswerk verläuft, wird als Haupttraverse bezeichnet. Werden in einer Schanze oder einem Fort zwei solcher Kapitaltraversen angelegt, die sich in der Mitte des Werks rechtwinklig schneiden, so spricht man von einer Kreuztraverse. Vor allem während des 19. Jahrhunderts wurden nicht selten sogar ganze Gebäude (vor allem Magazine und Werkstätten, in manchen Fällen sogar Kasernen mit Zugängen und Fenstern zum geschützten Innenhof) und die Hauptverbindungswege („Poternen“) einer Festung in einer der Kapitaltraversen verlegt, wodurch diese durch die mächtigen Erdanschüttungen in „bombensichere Räume“ verwandelt wurden, so beispielsweise der komplette Querbau am südlichen Ende der Festungshofes der Festung Ehrenbreitstein, der den direkten Beschuss des Hofes von der gegenüberliegenden Höhe des Karthäuser Berges verhindern sollte, jedoch geländebedingt ohne Erdanschüttung blieb. Das freistehende Mauerwerk ist mit Kanonenscharten ausgestattet.

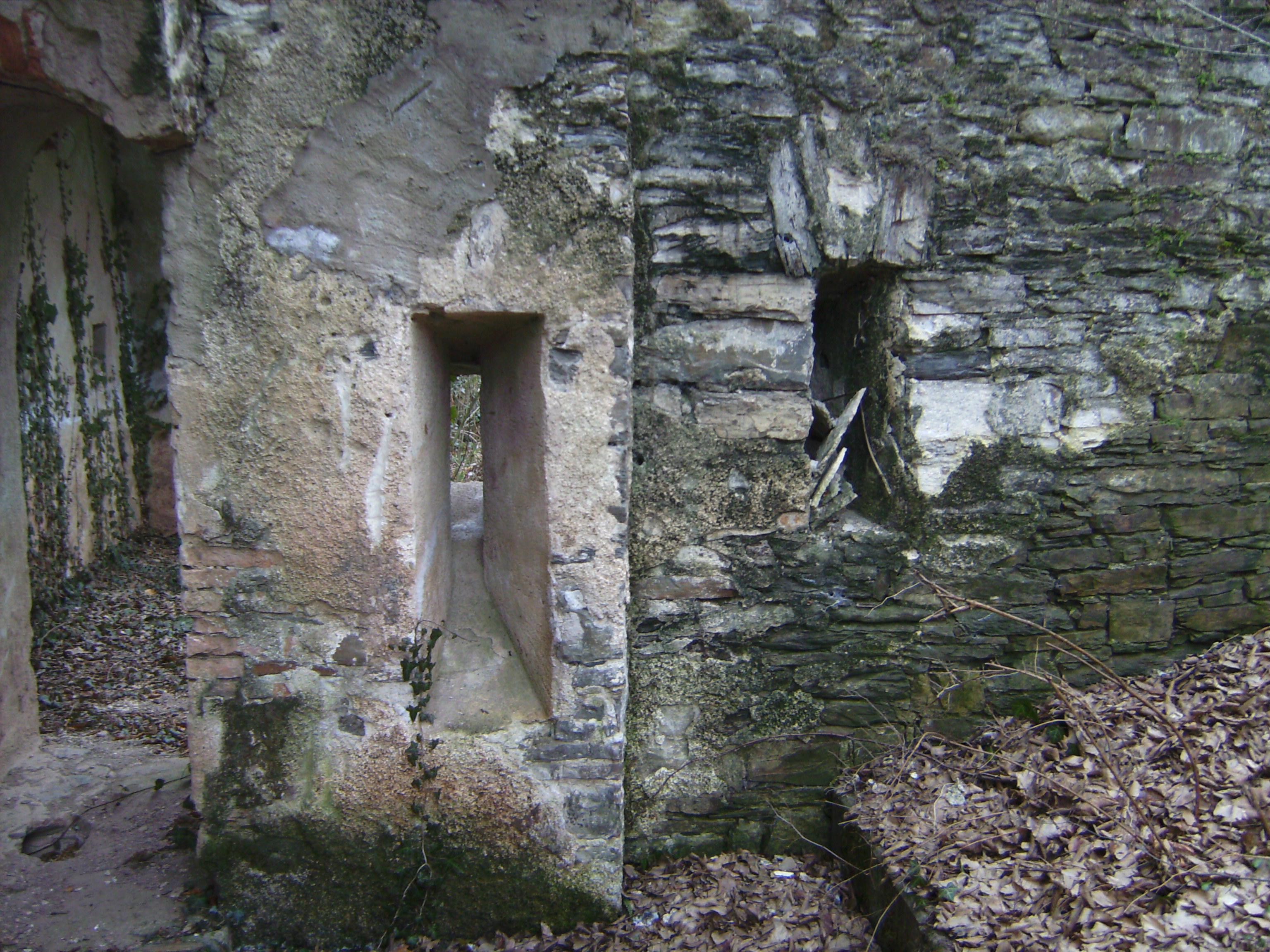
Mauertraverse an der moselseitigen Schartenmauer der Moselflesche in Koblenz. Der Durchgang links konnte durch eine (nicht mehr vorhandene) Holztür verschlossen werden.

## Mauertraversen
Bei den Neubauten von Festungen im 19. Jahrhundert entstanden lange gerade Linien, die durch eine krenelierte Mauer abgedeckt waren. Um hier den Flankierungsbeschuss durch feindliche Truppen, welche die Mauer an einer Stelle beispielsweise durch eine Bresche überwunden hatten, zu verhindern, wurden in gewissen Abständen quer zur Längsrichtung (von der krenelierten Mauer in den Wall) kurze Mauern gezogen. Sie waren mit einem Durchgang versehen, der mit einer eisenbeschlagenen Tür verschlossen werden konnte. Diese Art Traversen waren mit Schießscharten ausgestattet und so zur Nahverteidigung eingerichtet. Auch in den unterirdischen Gängen, den sogenannten Poternen finden sich Traversen, die diesen Gang gegen eingedrungene Feinde abriegelten (so zum Beispiel im Fort Douaumont).
Den gleichen Zweck erfüllten die Traversen aus Sandsäcken in Schützengräben, wenn diese aus irgendwelchen Gründen nicht im Zickzack angelegt werden konnten.

## Galerie

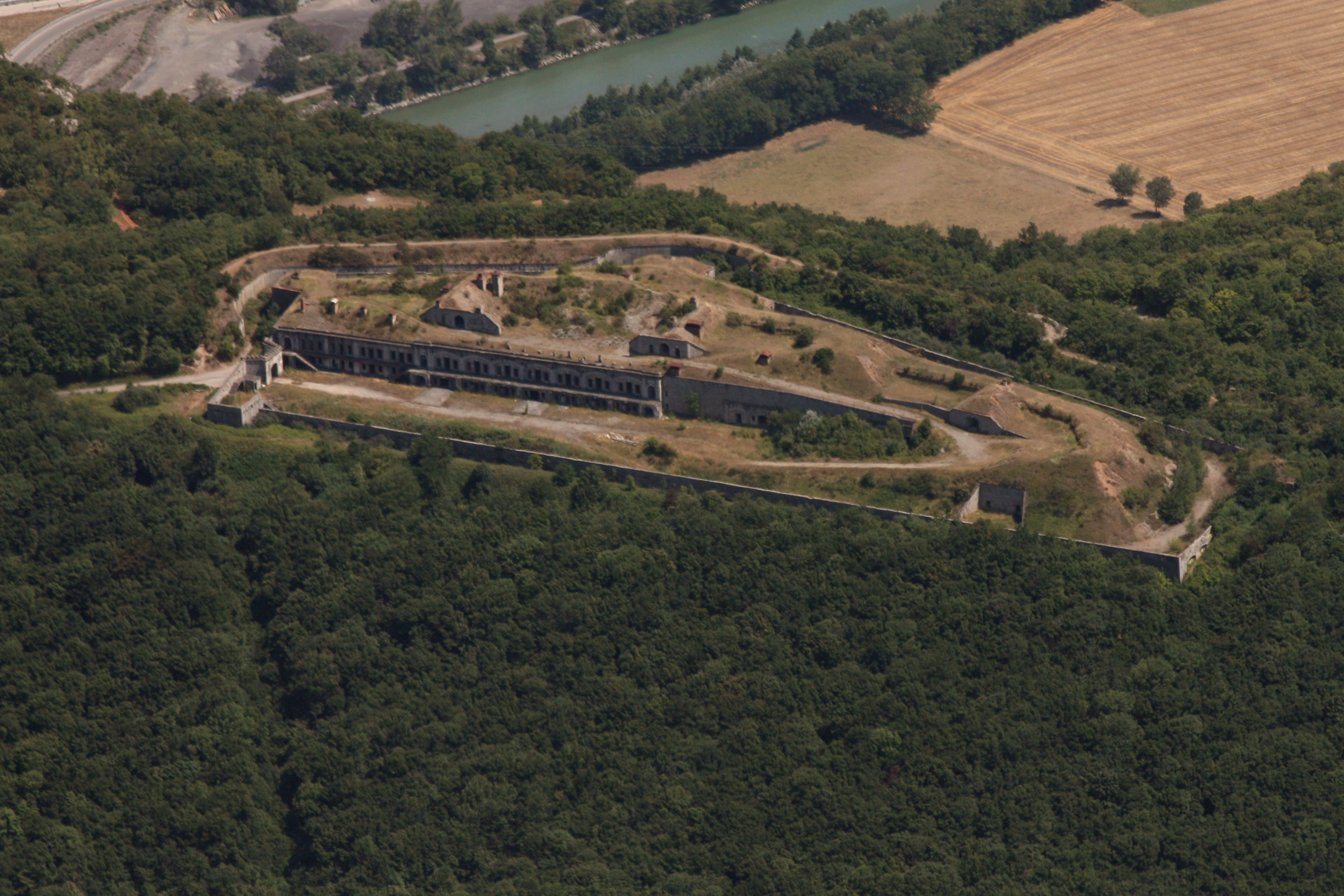
Fort de Comboire mit drei Hohltraversen und einer Volltraverse
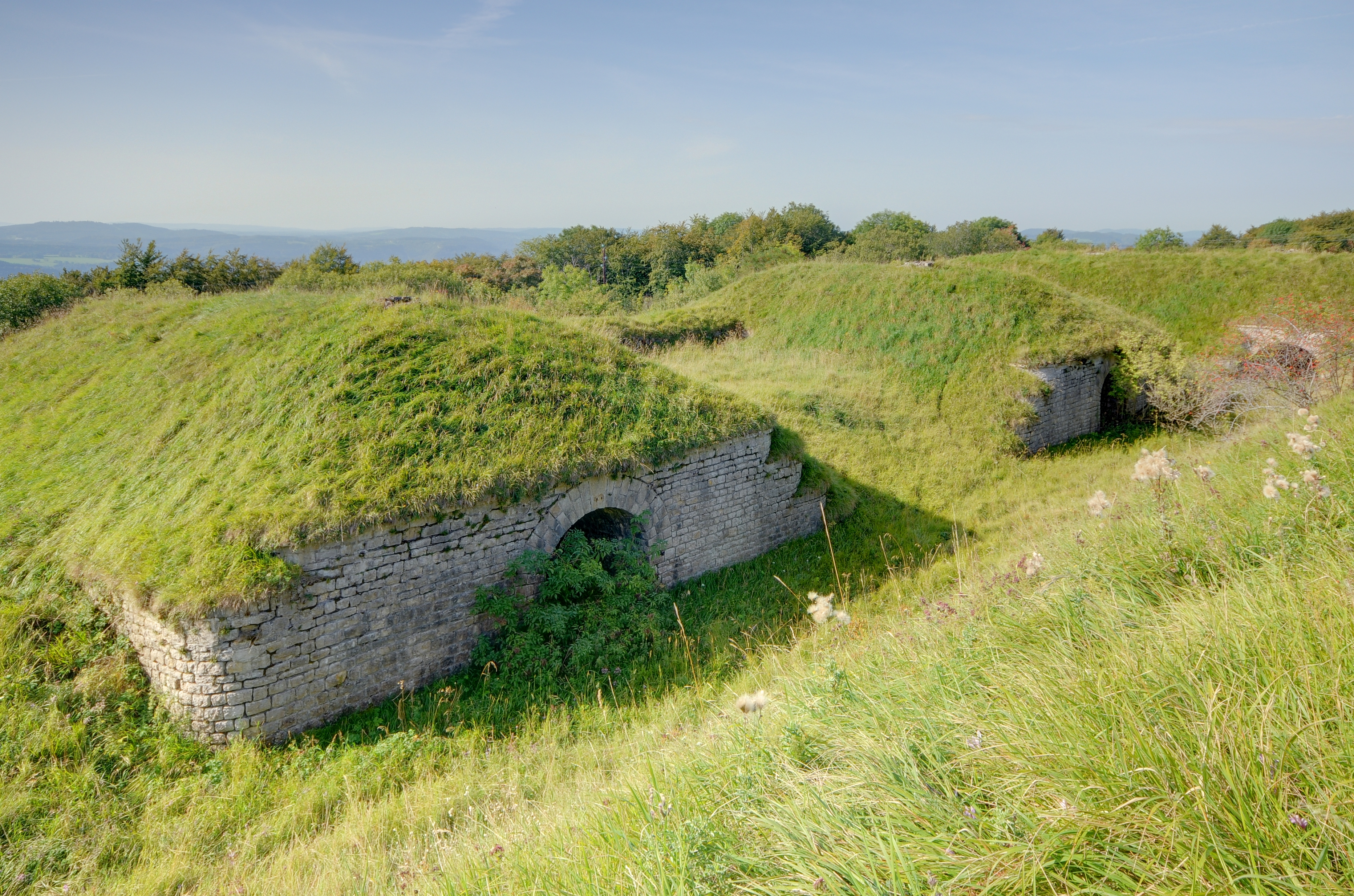
Hohltraversen des Fort de Lomont
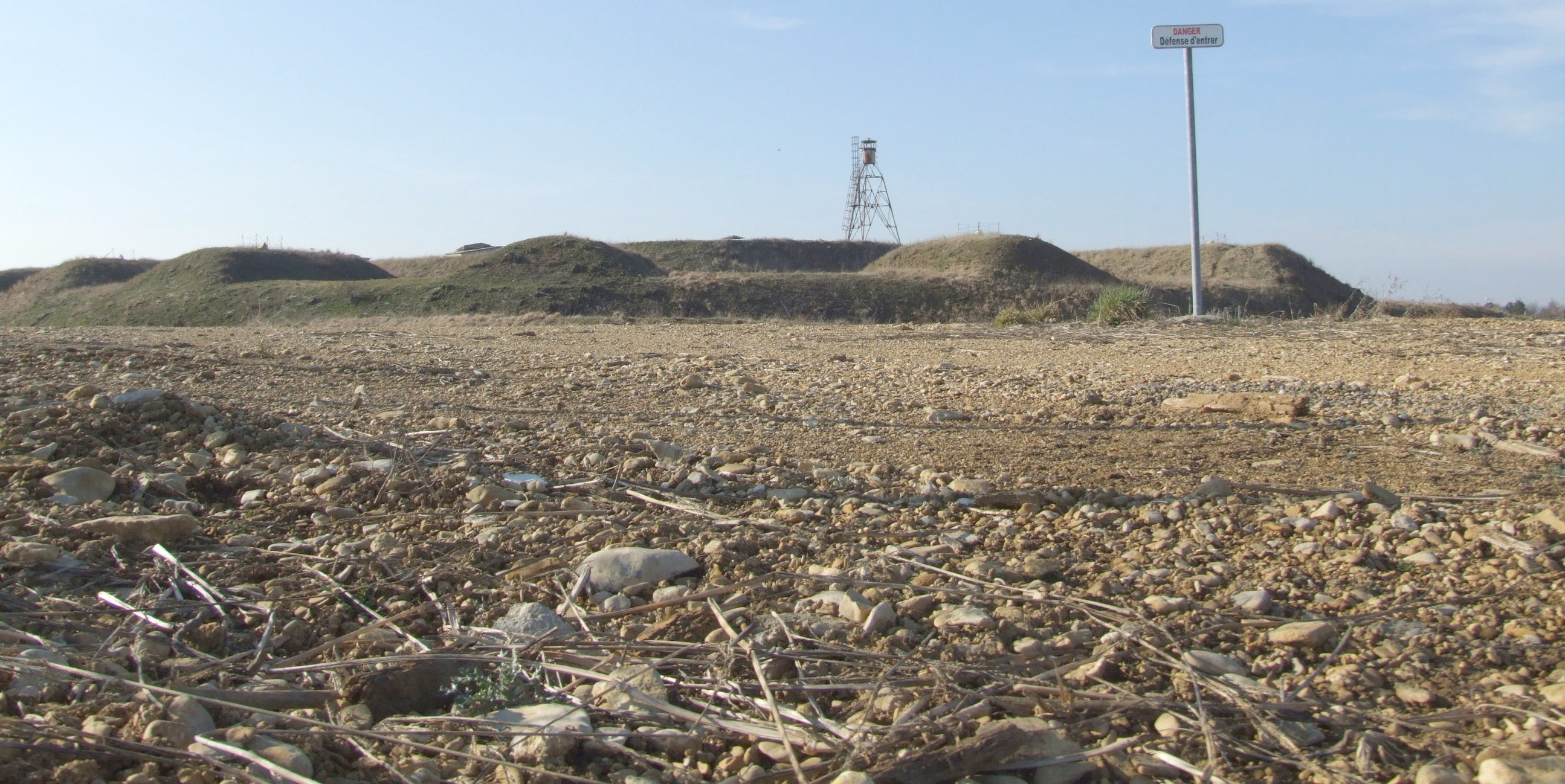
Volltraversen im Fort Beauregard
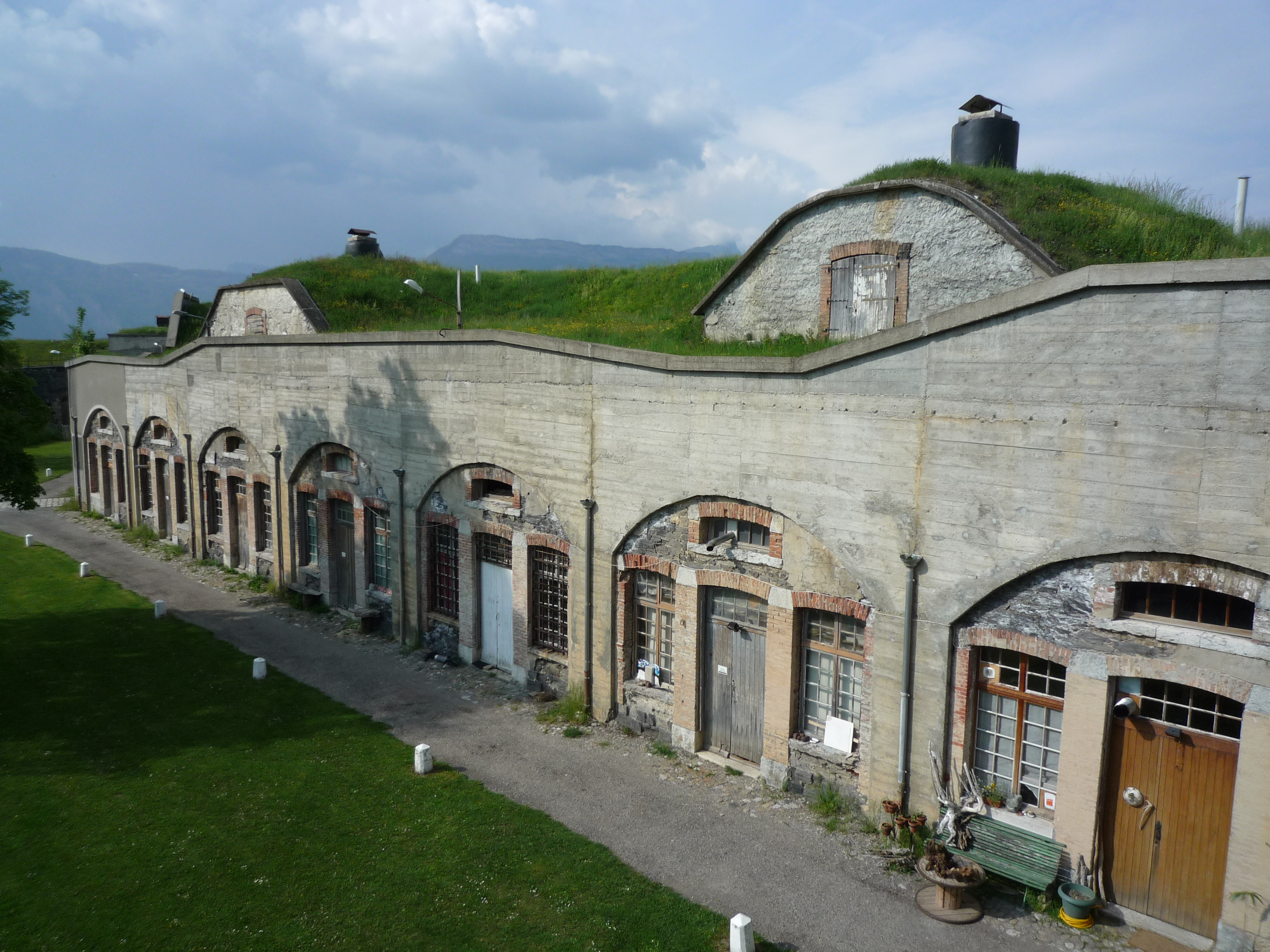
Hohltraversen im Fort du Mourier mit vorliegender Brustwehr